# Коаста-Маре (Муреш)
Коаста-Маре (рум. Coasta Mare) — село у повіті Муреш в Румунії. Входить до складу комуни Ричу.
Село розташоване на відстані 284 км на північний захід від Бухареста, 22 км на північний захід від Тиргу-Муреша, 58 км на схід від Клуж-Напоки.

## Населення
За даними перепису населення 2002 року у селі проживали 162 особи, з них 161 особа (99,4%) румунів. Усі жителі села рідною мовою назвали румунську.